# 李慈憲
李 慈憲（イ・ジャホン、朝鮮語: 이자헌、1935年4月14日 - ）は、大韓民国のジャーナリスト、政治家。第10～14代韓国国会議員、第34代逓信部（現・行政安全部など複数に分離）長官。本貫は咸平李氏。

## 経歴
京畿道平沢出身。内基国立国民学校（現・内基初等学校）、京畿中学校、京畿高等学校、ソウル大学校文理科大学政治学科卒。その後は朝鮮日報政治部次長、ソウル新聞政治部長・編集局長などを務め、1985年2月19日から1986年8月26日まで第34代逓信部長官を務めた。そのほか、大統領特使、民主正義党京畿・仁川支部委員長、民自党院内総務、国会運営委員長などを歴任した。